# Afonso Celso de Assis Figueiredo
Afonso Celso de Assis Figueiredo, wicehrabia de Ouro Prêto (ur. 2 lutego 1836 w Ouro Preto zm. 21 lutego 1912 w Petropolis), brazylijski arystokrata i polityk.
8 lutego 1879 wszedł w skład gabinetu João Lins Vieira Cansanção de Sinimbu jako minister finansów. Wprowadził kilka istotnych reform, między innymi podzielił budżet państwa na działy odpowiadające poszczególnym dziedzinom życia publicznego, a także przeforsował nowy podatek, obciążający usługi transportowe.
W okresie od 7 czerwca do 15 listopada 1889 był ostatnim premierem Cesarstwa Brazylii, pełnił również po raz drugi funkcję ministra finansów. Został obalony w wyniku przewrotu wojskowego dokonanego przez marszałka Deodoro da Fonsecę.

## Wybrane publikacje[5]
- A Esquerda e a Oposição Parlamentar (1868)
- Assessor Moderno (1871)
- Algumas Idéias sobre Instrução (1882)
- Statu Liberi (1885)
- Reformas das Faculdades de Direito (1887)
- Finanças de Regeneração (1887)
- Crédito Móvel (1899)